# Виндишлойба
Виндишлойба (нем. Windischleuba) — община в Германии, в земле Тюрингия. 
Входит в состав района Альтенбург. Подчиняется управлению Плайссенауэ.  Население составляет 2097 человек (на 31 декабря 2010 года). Занимает площадь 20,72 км².
Коммуна подразделяется на 8 сельских округов.